# Fußball-Niedersachsenliga 2004/05
Die Niedersachsenliga 2004/05 war die 56. Spielzeit der höchsten Amateurklasse im Niedersächsischen Fußballverband. Sie war eine Ebene unterhalb der viertklassigen Oberliga Nord angesiedelt und wurde in zwei Staffeln ausgetragen. Sieger wurde die zweite Mannschaft des VfL Osnabrück.

## Staffel Ost
Die Staffel Ost umfasste die Mannschaften aus den Bezirken Lüneburg und Braunschweig.

### Vereine
Im Vergleich zur Saison 2003/04 waren die zweite Mannschaft von Eintracht Braunschweig, der Rotenburger SV, der SSV Vorsfelde und der Lüneburger SK aus der Oberliga Niedersachsen/Bremen abgestiegen, während keine Mannschaft aufgestiegen war. Die sechs Absteiger hatten die Liga verlassen und wurden durch den Aufsteiger TuS Celle FC ersetzt. Dazu kam der TSV Isernhagen aus der Staffel West.
| Verein                    | Stadt                | Landkreis         | Qualifikation                                   |
| ------------------------- | -------------------- | ----------------- | ----------------------------------------------- |
| Eintracht Braunschweig II | Braunschweig         |                   | Absteiger aus der Oberliga Niedersachsen/Bremen |
| Rotenburger SV            | Rotenburg (Wümme)    | Rotenburg (Wümme) | Absteiger aus der Oberliga Niedersachsen/Bremen |
| SSV Vorsfelde             | Wolfsburg            |                   | Absteiger aus der Oberliga Niedersachsen/Bremen |
| Lüneburger SK             | Lüneburg             | Lüneburg          | Absteiger aus der Oberliga Niedersachsen/Bremen |
| VSK Osterholz-Scharmbeck  | Osterholz-Scharmbeck | Osterholz         | 2. Platz 2003/04                                |
| SV Südharz Walkenried     | Walkenried           | Osterode am Harz  | 3. Platz 2003/04                                |
| FT Braunschweig           | Braunschweig         |                   | 4. Platz 2003/04                                |
| TuSpo Petershütte         | Osterode am Harz     | Osterode am Harz  | 5. Platz 2003/04                                |
| Sparta Göttingen          | Göttingen            | Göttingen         | 6. Platz 2003/04                                |
| MTV Wolfenbüttel          | Wolfenbüttel         | Wolfenbüttel      | 7. Platz 2003/04                                |
| TuS Heeslingen            | Heeslingen           | Rotenburg (Wümme) | 9. Platz 2003/04                                |
| BSV Ölper 2000            | Braunschweig         |                   | 10. Platz 2003/04                               |
| VfL Stade                 | Stade                | Stade             | 11. Platz 2003/04                               |
| Eintracht Northeim        | Northeim             | Northeim          | 12. Platz 2003/04                               |
| TSV Isernhagen            | Isernhagen           | Region Hannover   | 12. Platz 2003/04 (Staffel West)                |
| TuS Celle FC              | Celle                | Celle             | Aufsteiger aus der Landesliga Lüneburg          |

### Saisonverlauf
Den Staffelsieg und damit den Aufstieg in die Oberliga Nord sicherte sich die zweite Mannschaft von Eintracht Braunschweig. Die Mannschaften auf den drei letzten Plätzen mussten absteigen.

### Tabelle
| Pl.               | Verein                        | Sp. | S  | U  | N  | Tore    | Diff. | Punkte |
| ----------------- | ----------------------------- | --- | -- | -- | -- | ------- | ----- | ------ |
| 1.                | Eintracht Braunschweig II (A) | 30  | 22 | 4  | 4  | 067:270 | +40   | 70     |
| 2.                | TuS Heeslingen                | 30  | 20 | 5  | 5  | 078:470 | +31   | 65     |
| 3.                | SV Südharz Walkenried         | 30  | 17 | 7  | 6  | 050:290 | +21   | 58     |
| 4.                | VSK Osterholz-Scharmbeck      | 30  | 17 | 5  | 8  | 083:460 | +37   | 56     |
| 5.                | TuS Celle FC (N)              | 30  | 15 | 11 | 4  | 068:390 | +29   | 56     |
| 6.                | FT Braunschweig               | 30  | 12 | 7  | 11 | 053:470 | +6    | 43     |
| 7.                | Rotenburger SV (A)            | 30  | 11 | 8  | 11 | 037:430 | −6    | 41     |
| 8.                | BSV Ölper 2000                | 30  | 10 | 9  | 11 | 050:440 | +6    | 39     |
| 9.                | TuSpo Petershütte             | 30  | 11 | 5  | 14 | 067:640 | +3    | 38     |
| 10.               | Lüneburger SK (A)             | 30  | 9  | 8  | 13 | 057:630 | −6    | 35     |
| 11.               | MTV Wolfenbüttel              | 30  | 9  | 8  | 13 | 038:490 | −11   | 35     |
| 12.               | SSV Vorsfelde (A)             | 30  | 9  | 6  | 15 | 043:590 | −16   | 33     |
| 13.               | Sparta Göttingen              | 30  | 8  | 6  | 16 | 055:690 | −14   | 30     |
| 14.               | Eintracht Northeim            | 30  | 6  | 8  | 16 | 037:650 | −28   | 26     |
| 15.               | TSV Isernhagen                | 30  | 7  | 3  | 20 | 041:860 | −45   | 24     |
| 16.               | VfL Stade                     | 30  | 4  | 6  | 20 | 032:790 | −47   | 18     |
| Stand: Saisonende |                               |     |    |    |    |         |       |        |

| (A) | Absteiger aus der Oberliga Niedersachsen/Bremen 2003/04 |
| (N) | Aufsteiger aus der Landesliga Niedersachsen 2003/04     |

## Staffel West
Die Staffel West umfasste die Mannschaften aus den Bezirken Hannover und Weser-Ems.

### Vereine
Im Vergleich zur Saison 2003/04 waren der VfB Oldenburg, der SV Concordia Ihrhove, der SC Langenhagen und der VfV 06 Hildesheim aus der Oberliga Niedersachsen/Bremen abgestiegen, während keine Mannschaft aufgestiegen war. Die vier Absteiger hatten die Liga verlassen und wurden durch den Aufsteiger VfL Oldenburg ersetzt. Der TSV Isernhagen wechselte in die Staffel Ost.
| Verein                    | Stadt             | Landkreis           | Qualifikation                                   |
| ------------------------- | ----------------- | ------------------- | ----------------------------------------------- |
| VfB Oldenburg             | Oldenburg (Oldb)  |                     | Absteiger aus der Oberliga Niedersachsen/Bremen |
| SV Concordia Ihrhove      | Westoverledingen  | Leer                | Absteiger aus der Oberliga Niedersachsen/Bremen |
| SC Langenhagen            | Langenhagen       | Hannover            | Absteiger aus der Oberliga Niedersachsen/Bremen |
| VfV 06 Hildesheim         | Hildesheim        | Hildesheim          | Absteiger aus der Oberliga Niedersachsen/Bremen |
| VfL Osnabrück II          | Osnabrück         |                     | 1. Platz 2003/04                                |
| FC Schüttorf 09           | Schüttorf         | Grafschaft Bentheim | 2. Platz 2003/04                                |
| TuS Lingen                | Lingen (Ems)      | Emsland             | 3. Platz 2003/04                                |
| SV Bad Rothenfelde        | Bad Rothenfelde   | Osnabrück           | 4. Platz 2003/04                                |
| SC Spelle-Venhaus         | Spelle            | Emsland             | 5. Platz 2003/04                                |
| SV Ramlingen/Ehlershausen | Burgdorf          | Hannover            | 6. Platz 2003/04                                |
| VfL Bückeburg             | Bückeburg         | Schaumburg          | 7. Platz 2003/04                                |
| Blau-Weiß Lohne           | Lohne (Oldenburg) | Vechta              | 8. Platz 2003/04                                |
| BSV Rehden                | Rehden            | Diepholz            | 9. Platz 2003/04                                |
| TSV Fortuna Sachsenross   | Hannover          |                     | 10. Platz 2003/04                               |
| SV Holthausen-Biene       | Lingen (Ems)      | Emsland             | 11. Platz 2003/04                               |
| VfL Oldenburg             | Oldenburg (Oldb)  |                     | Aufsteiger aus der Landesliga Weser-Ems         |

### Saisonverlauf
Der SV Concordia Ihrhove zog seine Mannschaft vor Saisonbeginn in die Bezirksklasse Weser-Ems zurück. Den Staffelsieg und damit den Aufstieg in die Oberliga Nord sicherte sich die zweite Mannschaft des VfL Osnabrück. Die Mannschaften auf den beiden letzten Plätzen mussten absteigen. Der SV Bad Rothenfelde zog seine Mannschaft in die Kreisliga Osnabrück-Land zurück.

### Tabelle
| Pl.               | Verein                    | Sp. | S  | U | N  | Tore    | Diff. | Punkte |
| ----------------- | ------------------------- | --- | -- | - | -- | ------- | ----- | ------ |
| 1.                | VfL Osnabrück II          | 28  | 21 | 1 | 6  | 069:320 | +37   | 64     |
| 2.                | SC Langenhagen (A)        | 28  | 17 | 5 | 6  | 047:250 | +22   | 56     |
| 3.                | VfB Oldenburg (A)         | 28  | 16 | 5 | 7  | 056:330 | +23   | 53     |
| 4.                | SV Ramlingen/Ehlershausen | 28  | 13 | 8 | 7  | 051:390 | +12   | 47     |
| 5.                | FC Schüttorf 09           | 28  | 14 | 3 | 11 | 050:440 | +6    | 45     |
| 6.                | TSV Fortuna Sachsenross   | 28  | 12 | 7 | 9  | 041:390 | +2    | 43     |
| 7.                | VfV 06 Hildesheim (A)     | 28  | 11 | 7 | 10 | 031:320 | −1    | 40     |
| 8.                | SV Bad Rothenfelde        | 28  | 11 | 6 | 11 | 037:440 | −7    | 39     |
| 9.                | TuS Lingen                | 28  | 11 | 4 | 13 | 051:490 | +2    | 37     |
| 10.               | Blau-Weiß Lohne           | 28  | 9  | 6 | 13 | 040:500 | −10   | 33     |
| 11.               | BSV Rehden                | 28  | 9  | 6 | 13 | 041:550 | −14   | 33     |
| 12.               | VfL Bückeburg             | 28  | 9  | 5 | 14 | 048:550 | −7    | 32     |
| 13.               | SC Spelle-Venhaus         | 28  | 7  | 7 | 14 | 037:500 | −13   | 28     |
| 14.               | VfL Oldenburg (N)         | 28  | 6  | 7 | 15 | 037:480 | −11   | 25     |
| 15.               | SV Holthausen-Biene       | 28  | 3  | 5 | 20 | 029:700 | −41   | 14     |
| 16.               | SV Concordia Ihrhove (A)  | 0   | 0  | 0 | 0  | 000:000 | ±0    | 0      |
| Stand: Saisonende |                           |     |    |   |    |         |       |        |

| (A) | Absteiger aus der Oberliga Niedersachsen/Bremen 2003/04 |
| (N) | Aufsteiger aus der Landesliga Niedersachsen 2003/04     |

## Endspiel um die Meisterschaft
Im Endspiel um die Niedersachsen-Meisterschaft setzte sich die zweite Mannschaft des VfL Osnabrück gegen die zweite Mannschaft von Eintracht Braunschweig im Elfmeterschießen durch.